# پیریمیدین
پیریمیدین به ترکیب شیمیایی گفته می‌شود که ساختاری حلقوی شبیه به حلقه بنزن یا پیریدین دارد که متشکل از دو اتم نیتروژن در موقعیت‌های ۱ و ۳ حلقه شش‌ضلعی خود است. پیریمیدین‌ها یکی از سه فرم ایزومری دیازین هستند.
پیریمیدین‌ها به همراه پورین‌ها سازندهٔ بازهای آلی هستند که در ساختار دی‌ان‌ای و آران‌ای به صورت نوکلئوتید شرکت دارند.

## موارد استفاده از پیریمیدین[۲]

### در پزشکی
از مشتقات پیریمیدین به عنوان عوامل ضد سرطانی، ضد التهابی، آنتی‌بیوتیکی، ضد ویروسی و ضد قارچی استفاده می‌شود. چند نمونه از مشتقات پیریمیدین که به عنوان دارو استفاده می‌شوند در بالا ذکر شده است.
یک آنالوگ پیریمیدین به نام اسید اوروتیک، در درمان متابولیک برای جلوگیری از نارسایی قلبی در بیماران قلبی عروقی استفاده می‌شود.

### به عنوان بازهای نیتروژن‌دار اسیدهای نوکلئیک
تیمین، اوراسیل و سیتوزین بازهای نیتروژن‌دار پیریمیدین اسیدهای نوکلئیک هستند. آن‌ها محور اصلی اسیدهای نوکلئیک را تشکیل می‌دهند. آن‌ها همچنین برای تهیه بازهای نیتروژن‌دار به صورت مصنوعی، به عنوان عناصر PCR استفاده می‌شوند.

### به عنوان زیر واحدها در تولید ویتامین‌ها، سموم، اسیدهای آمینه و سایر مولکول‌های زیستی (Biomolecule)
برخی پروتئین‌ها، اسیدهای آمینه و ویتامین‌های حاوی پیریمیدین به عنوان زیر واحدهای خود هستند. از مشتقات مختلف پیریمیدین در سنتز این گونه مولکول‌ها استفاده می‌شود.

## انواع سرشناس
سه باز آلی سیتوزین، تیمین و یوراسیل که در ساختار دی‌ان‌ای و آران‌ای پیدا می‌شوند، از مشتقات پیریمیدینی هستند. سیتوزین و تیمین در ساختار دی‌ان‌ای از طریق پیوندهای هیدروژنی به پورین متناظر خود متصل می‌شوند.